# 杰尔巴岛
杰尔巴岛（羅馬化：Jirba）一译吉尔巴岛，是突尼斯东南部，加贝斯湾内的一座岛屿。行政上属于梅德宁省。面积514平方公里，是突尼斯也是北非最大的岛屿。岛上覆盖着大片的椰枣树和橄榄树。岛上古迹众多、海滩秀丽，是突尼斯最著名的旅游景点之一。
2021年，第十八届法语国家及地区国际组织峰会在此处召开。
- Musée de Guellala
- 豪迈特苏克的一座清真寺